# Antônio Silva (organista)
Antônio Silva (Rio de Janeiro, 5 de fevereiro de 1908 - Rio de Janeiro, 3 de dezembro de 1960) foi um organista, professor e compositor brasileiro.
Organista e Professor de órgão, carioca, nascido na Rua do Senado. Era filho de Joaquim Antonio da Silva, alfaiate, pernambucano, e de Anna Maria Cantisano, imigrante italiana. Foi casado e teve quatro filhos.
Antônio foi o primeiro professor catedrático de órgão por concurso de títulos e provas da Escola Nacional de Música, da então Universidade do Brasil. Também foi catedrático de órgão do Conservatório Brasileiro de Música e organista titular das Igrejas de São Francisco de Paula e de Santa Cruz dos Militares, no Rio de Janeiro. Inaugurou importantes órgãos brasileiros: Igrejas de Santa Cruz dos Militares, Igreja de São Sebastião (Capuchinhos), Igreja de São Francisco de Paula, da Catedral de Petrópolis, da Rádio Ministério da Educação e Cultura e da Escola Nacional de Música.
Foi recitalista, inclusive com orquestra, no Brasil e no exterior e em programas de rádio e TV. Deixou inúmeras composições para órgão, piano, violino, canto, conjunto de câmara e orquestra, além de gravações. Dentre suas obras, destaca-se uma composição para ser tocada exclusivamente com a pedaleira do órgão.
Antônio é patrono da cadeira 33 da Academia Nacional de Música e defendeu duas teses, sendo uma denominada Ser compositor é indispensável ao organista, ano 1941 e " No órgão constitue fator expressivo a registração" - Ano 1944 Estas teses encontram-se na biblioteca de Musica da UFRJ.
Em sua homenagem, foi instituído o “Concurso Nacional de Órgão Antônio Silva”, tendo sido realizado por duas vezes, sendo o primeiro na Cidade do Rio de Janeiro, no ano de 1983, por iniciativa da Academia Nacional de Música, e o segundo na cidade de São Paulo, no ano de 1985, promovido pela Faculdade Marcelo Tupinambá.
Faleceu aos 52 anos, no ápice da carreira. Foi homenageado pela Escola de Música sendo velado no foyer do salão nobre, tendo comparecido inúmeras personalidades do mundo musical e autoridades. Está sepultado no cemitério de São Francisco Xavier, no bairro do Caju, na cidade do Rio de Janeiro. Em sua homenagem o município do Rio de Janeiro deu a uma de suas ruas o nome de Organista Antônio Silva, no bairro de Jardim América.

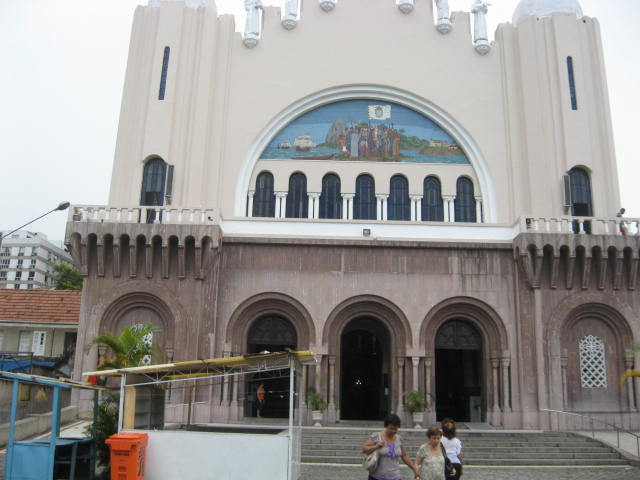
Fachada da Igreja dos Capuchinhos, na Tijuca, Rio de Janeiro, cujo órgão foi inaugurado por Antônio Silva